# 1945: End of War
Pour plus de détails, voir Fiche technique et Distribution.
1945: End of War (autres titres : Oba: The Last Samurai ou Codename: Fox) est un film de guerre japonais réalisé par Hideyuki Hirayama, sorti en 2011. Le film raconte l'histoire vraie de Sakae Ōba, capitaine de l'armée impériale japonaise qui, à la suite de la bataille de Saipan, résista avec ses hommes durant 512 jours sur l'île.

## Synopsis
En 1945, la fin de la Seconde Guerre mondiale est déclarée. Pourtant, sur l'île de Saipan, le capitaine Oba et ses hommes décident de continuer le combat face aux soldats américains. Pendant un an, cette bataille clandestine va résister aux assauts de l'armée américaine.

## Fiche technique
- Titre original : 太平洋の奇跡 –フォックスと呼ばれた男, Taiheiyō no kiseki: Fokkusu to yobareta otoko
- Titre DVD français : 1945 : End of War
- Autres titres : Oba: The Last Samurai, Codename: Fox
- Réalisation : Hideyuki Hirayama
- Scénario : Takuya Nishioka, Gregory Marquette et Cellin Gluck, d'après une histoire de Don Jones
- Musique : Takashi Kako
- Photographie : Kôzô Shibasaki
- Montage : Chieko Suzaki, Jim Munro
- Société de production : Tōhō, Dentsu, Nippon Television Network
- Société de distribution : Tōhō
- Pays d'origine :  Japon
- Langues originales : japonais, anglais
- Genre : Film dramatique, Film de guerre
- Durée : 128 minutes
- Dates de sortie : 
  -  Japon : 11 février 2011

## Distribution
- Yutaka Takenouchi : Capitaine Sakae Ōba
- Sean McGowan : Capitaine Lewis
- Mao Inoue : Chieko Aono
- Takayuki Yamada : Toshio Kitani
- Tomoko Nakajima : Haruko Okuno
- Yoshinori Okada : Saburo Bito
- Sadao Abe : Suekichi Motoki
- Daniel Baldwin : Colonel Pollard
- Treat Williams : Colonel Wessinger
- Toshiaki Karasawa : Horiuchi
- Russell Geoffrey Banks : Soldat américain